# David Rysdahl
David Rysdahl, född 2 april 1987 i New Ulm i Minnesota, är en amerikansk skådespelare och manusförfattare. Han är mest känd för att ha spelat med i filmer som Nine Days (2020), No Exit (2022) och Oppenheimer (2023).

## Uppväxt och karriär
Rysdahl är son till Gigi och Dr. Scott Rysdahl. Han har två bröder och en syster. Han växte upp i New Ulm i Minnesota, där han gick på Cathedral High School. Efter att ha arbetat en kortare period inom folkhälsan i Guatemala, så blev han alltmer intresserad av att påbörja en skådespelarkarriär. Han blev därefter rollbesatt i en scenproduktion av Hamlet, detta på Great River Shakespeare Festival i Winona i Minnesota.
Efter att ha flyttat till New York spelade Rysdahl med i en del kortfilmer. År 2020 sågs han i fantasydramafilmen Nine Days, följt av thrillern No Exit år 2022. Hans andra medverkande insatser inkluderar bland annat de bägge Netflixserierna The Family och Black Mirror, samt FX-serien Fargo. Han spelar utöver allt detta även rollen som den amerikanske kemisten Donald Hornig, i Christopher Nolans biopic Oppenheimer från 2023.

## Privatliv
Från februari 2022 bor Rysdahl i Harlem i New York. I maj samma år rapporterade Vanity Fair att han hade förlovat sig med skådespelerskan Zazie Beetz. Paret gifte sig 2023.

## Filmografi (i urval)

### Filmer
- 2020 – Nine Days[4]
- 2022 – No Exit[5]
- 2023 – Oppenheimer[8]
- 2026 – SOULM8TE[10]

### TV-serier
- 2017 – Bull (TV-serie)
- 2019 – The Family (TV-serie)[6]
- 2023 – Black Mirror (TV-serie)
- 2023–2024 – Fargo (TV-serie)[11]
- 2025 – Alien: Earth (TV-serie)[12]